# Комедия ошибок
«Коме́дия оши́бок» (англ. The Comedy of Errors) — одна из ранних комедий Уильяма Шекспира, более всего напоминающая фарс, с элементами буффонады и неузнавания, а также многочисленными каламбурами и играми слов. При жизни писателя не издавалась и впервые была напечатана в посмертном фолио. Известно, что комедия шла на сцене уже до 1594 года. Текст пьесы позволяет исследователям творчества писателя предполагать, что она была написана около 1591 года.
Комедию адаптировали для оперы, сцены, а также мюзикла. «Комедия ошибок» в английском языке стало означать «событие или ряд событий, которые становятся смешны из-за количества происходящих в них ошибок».
«Комедия ошибок» — одна из самых коротких пьес писателя (1777 строк) и единственная (за исключением «Бури»), относящаяся к «классическим». В ней соблюдается единство времени — все события происходят в один день — и, в обобщенном смысле, единство места — все события происходят в одном городе.

## Сюжет
Сиракузский купец Эгеон был вынужден уехать по делам в Эпидамн. Его беременная жена Эмилия через шесть месяцев неожиданно последовала за ним и родила по прибытии двух сыновей-близнецов. В то же время в том же самом доме у одной из нищих женщин также появились дети-близнецы. Эгеон купил их у родителей, чтобы воспитать слуг своим сыновьям. Вскоре семья решила вернуться домой, но корабль попал в бурю. Тогда Эгеон и Эмилия каждый взял одного из своих сыновей и младенцев-слуг и привязались к запасным мачтам. После бури их подобрали моряки: Эгеона спас корабль из Эпидавра, а Эмилию — коринфское судно.
Через восемнадцать лет Антифол Сиракузский, воспитанный отцом, пустился по всему свету искать брата, взяв с собой лишь слугу. Ещё через пять лет судьба привела его в Эфес, где как раз-таки и живёт его брат.
Весь сюжет пьесы построен на фарсовой основе. Из-за внешней схожести персонажи пьесы все время путают близнецов между собой: в конце концов жена Антифола Эфесского принимает мужа за сумасшедшего, а его брат — Антифол Сиракузский — влюбляется в её кроткую сестру Люциану. Все персонажи собираются вместе у монастыря, где укрылся Антифол Эфесский, спасаясь от врача Пинча, призванного женой. В это время мимо проходит герцог и Эгеон, который прибыл в Эфес, ища сыновей, но по причине раздора между Эфесом и Сиракузами его должны были казнить. Эгеон признает сыновей и Эмилию, которая оказалась аббатисой того самого монастыря, где они собрались. Герцог помиловал Эгеона и созвал всех на пир, чем и заканчивается комедия.

## Действующие лица
Среди имен персонажей смешаны латинские (Антифол, Эгеон) и итальянские (Анджело, Бальтазар) формы. Единственное значимое имя — Пинч: англ. pinch — «ущемление, стеснённое положение».
- Солин[2], герцог Эфесский.
- Эгеон, сиракузский купец.
- Антифол Эфесский, Антифол Сиракузский, братья-близнецы, сыновья Эгеона и Эмилии.
- Дромио Эфесский, Дромио Сиракузский, братья-близнецы, слуги двух Антифолов.
- Бальтазар, купец.
- Анджело, ювелир.
- Первый купец, друг Антифола Сиракузского.
- Второй купец, кредитор Анджело.
- Пинч, школьный учитель.
- Эмилия или Игуменья — жена Эгеона, аббатиса монастыря в Эфесе.
- Адриана, жена Антифола Эфесского.
- Люциана, её сестра.
- Люция, служанка Адрианы.
- Куртизанка

Тюремщик, приставы, свита, слуги

## Прототипы комедии
В основу сюжета комедии легло произведение римского писателя Плавта «Два Менехма», но Шекспир добавил и элементы других комедий этого автора: например, из «Амфитриона» была взята вторая пара близнецов — слуги.

## История постановок
Первые известные представления этой комедии Шекспира состоялись в 1594 году на закрытом спектакле в зале собраний лондонских юристов. В 1604 году — в дворцовом театре Якова I. Информации, подтверждающей, что эта пьеса шла на сценах публичных театров, нет.
- 15 декабря 1852 — Московские императорские театры, перевод с англ. Н. X. Кетчера, в бенефис актёра И. В. Самарина.
- 1949 — Московский академический театр Сатиры, постановка В. Э. Краснянского.
- 2013 — Комедия ошибок, спектакль театра EtCetera (Москва, Россия), премьера состоялась 3 декабря 2013, режиссёр народный артист СССР Роберт Стуруа, художник-постановщик народный художник Грузии Георгий Алекси-Месхишвили, композитор народный артист СССР Гия Канчели [3]

### Мюзиклы и кинематограф
По сюжету этой шекспировской пьесы снято несколько фильмов — в частности, немой американский фильм 1908 года, советская «Комедия ошибок» и индийский «Ангур».
Эта комедия также легла в основу Бродвейского мюзикла Ричарда Роджерса и Лоренца Харта «Парни из Сиракуз» (The Boys from Syracuse, 1938), который был экранизирован в 1940 году (Парни из Сиракуз), режиссёр А. Эдвард Сазерленд. В главных ролях идентичных близнецов снялся Аллан Джонс.

### Кинофильмы и телевизионные постановки
- 1940 — Парни из Сиракуз[англ.] /The Boys from Syracuse , США, режиссёр А. Эдвард Сазерленд (современная адаптация пьесы) Фильм основан на одноимённом мюзикле Ричарда Роджерса и Лоренца Харта
- 1949 — Комедия ошибок, США, режиссёр Стэнли Куинн (эпизод из сериала «Телевизионный театр Крафта»)
- 1954 — Комедия ошибок, Великобритания (эпизод телесериала Театр воскресным вечером[англ.]), режиссёр Лайонел Харрис
- 1956 — Комедия ошибок, Великобритания (эпизод телесериала ITV Пьеса месяца[англ.])
- 1960 — Комедия ошибок / Komödie der Irrungen, ГДР (ТВ), режиссёр Отто Таузиг[англ.]
- 1963 — Комедия ошибок / Komödie der Irrungen, Австрия (ТВ), режиссёры Питер Дорре, Петер Вайхс[нем.]
- 1963 — Иллюзия иллюзии[англ.] /Bhranti Bilas, Индия, режиссёр Ману Сен, фильм на бенгальском языке по одноимённой пьесе Ишвара Чандры Видьясагара[англ.], которая в свою очередь основана на Комедии ошибок Уильяма Шекспира
- 1964 — Комедия ошибок, Великобритания, режиссёры Питер Дагид, Клиффорд Уильямс[англ.] (эпизод телесериала Фестиваль)[англ.]
- 1965 — Комедия ошибок / Komödie der Irrungen, ФРГ (ТВ), режиссёр Ханс-Дитер Шварце[нем.]
- 1966 — Мы оба встретимся снова (Комедия ошибок) / Phir Milengey Hum Dono, Бангладеш, режиссёр Syed Shamsul Haque
- 1968 — Комедия ошибок / Komödie der Irrungen, ГДР (ТВ), режиссёр Петер Купке[нем.]
- 1968 — Две двойки это четыре[англ.] / Do Dooni Char, Индия, режиссёр Добу Сен, мюзикл, ремейк фильма Иллюзия иллюзии[англ.] 1963 года, основанный на пьесе Шекспира.
- 1970 — Комедия ошибок / Komödie der Irrungen, Австрия (ТВ), режиссёры Georg Madeja, Herbert Wochinz
- 1970 — Комедия ошибок / La comedia de las equivocaciones (ТВ), Испания (эпизод телесериала Вечный театр[исп.], режиссёр Федерико Руис
- 1978 — Комедия ошибок, СССР (ТВ), режиссёр Вадим Гаузнер
- 1978 — Комедия ошибок, Великобритания (ТВ), режиссёр Филип Кассон
- 1982 — Ангур[англ.], Другое название фильма «Виноград», Индия, режиссёр Гулзар (ремейк индийского фильма Do Dooni Char, который был ремейком бенгальского языкового комедийного фильма 1963 года Bhrantibilas, основанного на пьесе Шекспира)
- 1983 — Комедия ошибок / The Comedy of Errors (ТВ) Великобритания, США, режиссёр Джеймс Селлан Джонс[англ.] BBC Television Shakespeare
- 1986 — Парни из Сиракуз / The Boys from Syracuse, Канада (ТВ), режиссёр Норман Кэмпбелл[англ.]*. Фильм основан на одноимённом мюзикле Ричарда Роджерса и Лоренца Харта. Стратфордский фестиваль
- 1987 — Комедия ошибок / The Comedy of Errors (ТВ) США, режиссёр Роберт Вудрафф[англ.]*
- 1988 — Комедия ошибок, или весёлая игра ошибок / Tévedések vígjátéka, avagy Tévedések víg játéka (ТВ), Венгрия, режиссёр Янош Мохачи
- 1988 — Большой бизнес / Big Business (США), режиссёр Джим Абрахамс. Сюжет основан на вольной трактовке комедии У. Шекспира.
- 1989 — Комедия ошибок / The Comedy of Errors (ТВ), Канада, Стратфордский фестиваль, режиссёр Ричард Монетт[англ.]
- 2000 — Комедия ошибок / The Comedy of Errors, США, режиссёр Уенделл Сведа
- 2012 — Комедия ошибок / The Comedy of Errors, Великобритания, цикл Королевский национальный театр в прямом эфире, режиссёры Доминик Кук[англ.], Тим Ван Сомерен
- 2012 — Комедия ошибок / The Comedy of Errors, (США) (видео), режиссёр Рид Эдельман

- 2015 — Комедия ошибок / The Comedy of Errors, Великобритания, Шекспировский «Глобус» на экране, режиссёр Бланш Макинтайр